# Moshe Feiglin
Pour les articles homonymes, voir Feigl.
Moshé Feiglin (né le 31 juillet 1962) est un politicien israélien d'extrême droite,,,, ultranationaliste, apparu sur la scène politique en 1992 en s'opposant aux accords d'Oslo. Son mouvement Zou artzeinou (C'est notre terre) basé sur le principe de la désobéissance civile non violente a paralysé le pays. Feiglin appelant le public à ne pas respecter les lois, a bloqué la circulation. Il a été jugé et condamné pour sédition en 1997. Il a effectué des travaux d'intérêt général. 
Après avoir purgé sa peine, il a créé le mouvement Manhigut Yehudit (Leadership Juif). En 2000, Feiglin et ses partisans rejoignent le Likoud. Au début de la deuxième intifada, en 2000, Feiglin appelle à expulser les Palestiniens des territoires occupés vers la Jordanie. Il célèbre la mémoire du terroriste israélien qui avait massacré 29 Palestiniens à Hébron en 1994. Candidat à la tête du parti en 2012 face à Benyamin Netanyahou  Feiglin termine second avec 23.2 % des suffrages. Feiglin a été député du Likoud à la 19e Knesset entre 2013 et 2015 occupant entre autres le poste de Vice Président de la Knesset. 
En 2015, Feiglin quitte le Likoud et fonde un nouveau parti Zehout. Il revendique l’annexion de Jérusalem-Est et de la Cisjordanie, la judaïsation intégrale de l’Esplanade des Mosquées de Jérusalem et l'expulsion des Palestiniens de la Palestine.

## Enfance, études, armée et famille
Feiglin est né à Haïfa en 1962. Sa famille, descendant de réfugiés juifs russes arrivée en Palestine mandataire lors de la première Aliyah, a ensuite déménagé à Rehovot, où il a étudié à l'école Tachkmoni, puis à la Yeshiva Or Etzion  
À l'armée, il sert dans une unité combattante du génie civil et atteint le grade de capitaine.
Il est l'auteur de plusieurs livres, Là où il n'y a pas d'hommes et La guerre des rêves. Il a également publié de nombreux articles et apparait fréquemment à la télévision et à la radio, aussi bien en Israël qu'à l'étranger.
Il vit dans la colonie israélienne de Karnei Chomron, proche de Naplouse, en Cisjordanie occupée.

## Manhigut Yehudit
Feiglin est le cofondateur (avec Shmouel Sackett) et président du mouvement Manhigut Yehudit (Leadership Juif) au sein du parti israélien Likoud. Ce mouvement est destiné selon Feiglin à « amener un leadership juif à l'État d'Israël » basé sur les valeurs juives et celles des prophètes d'Israël. La définition juive devant être prise au niveau ethnique, social, culturel et non religieuse. Manhigut Yehudit s'oppose par exemple à toute coercition et l'adoption de lois religieuses (ce n'est pas à l’État de contrôler ce que mangent les citoyens, ou comment ils se marient).
L'un des chevaux de bataille de Feiglin concerne l'éducation. Il demande que les écoles cessent d'enseigner l'histoire d'Israël « du point de vue arabe », notamment la Nakba (la catastrophe) qui désigne l'exode de centaines de milliers de réfugiés palestiniens après la création de l'État d'Israël. Il a également fustigé à de nombreuses reprises la méthode anti-démocratique selon lui avec laquelle sont choisis les juges de la Cour Suprême, et demande que ceux-ci soient désormais désignés par des représentants du peuple.
Bien que Feiglin ait déclaré que son mouvement allait émerger par ceux qui ont un profond attachement aux valeurs de la Torah, on estimait en 2005 que 30 % au moins de ses quelque 8 000 membres inscrits sont « laïcs » ou se définissent comme « non-religieux ». Plusieurs facteurs sont avancés pour expliquer ce phénomène. L'homme est connu pour son obstination et reconnu pour son honnêteté, et ne souffre pas de l'image de « magouilleur » que renvoie parfois son grand rival et actuel leader du Likoud Benyamin Netanyahou. Ses arguments et ses positions sur l'éducation dans les écoles israéliennes qu'il estime devoir revenir aux valeurs juives rencontrent également de plus en plus d'approbation au sein d'une population qui constate dépitée la faillite de son système éducatif public.
Il s'oppose à l'abandon du contrôle sur les territoires palestiniens occupés par Israël et demande que le gouvernement agisse contre « les 50 000 bâtiments arabes illégaux à travers le pays ». Il promet de mettre un coup d'arrêt au « glissement vers la gauche » du Likoud après le retrait  israélien de Gaza et promet de s'opposer à la politique d'abandon de territoires palestiniens qui constitue la plateforme politique de nombreux partis politiques israéliens depuis une quinzaine d'années.
Bien que jusqu'à récemment les médias ne se soient pas beaucoup intéressés à lui, Feiglin a déclaré publiquement qu'il approuvait « l'expulsion si nécessaire » des « Arabes hostiles à Israël » vers la Jordanie, rejoignant plus ou moins les propositions de certains leaders d'extrême-droite comme Avigdor Lieberman.
Pour cela et d'autres raisons, certains des détracteurs de Feiglin les plus à gauche de l'échiquier politique essaient parfois de le dépeindre comme une version moderne du rabbin radical Meir Kahane, qui fut assassiné par un musulman extrémiste. Bien que le cofondateur de Manhigut Yehudit, Shmouel Sackett, ait entretenu des liens étroits avec les rabbins Meir et Ze'ev Kahane, il n'y a aucun lien établi entre Feiglin et Kahane, même s'il existe quelques similitudes idéologiques entre eux, notamment sur la question du « transfert » des Arabes « hostiles » vers la Jordanie pour consolider la « sécurité » d'Israël, ou le développement d'un système législatif plus en phase avec la Loi Juive. En 2005, Feiglin déclara que « partout dans le monde, les juifs qui souhaitent devenir citoyens israéliens, peu importe ou ils vivent, devraient se voir accorder la nationalité israélienne et le droit de vote ».
Feiglin et Sackett se distinguent de la doctrine kahaniste principalement par leur attachement à la protestation non-violente. Alors que le kahanisme est souvent associé à un militantisme qui accepte tacitement, quand il n'encourage pas ouvertement, la violence.
Quelques personnalités du mouvement sioniste religieux ont également dans le passé accusé Feiglin et Sackett de s'être vendus au Likoud.

## Feiglin au Likoud
En 2003, il se présente pour la première fois aux primaires du Likoud et obtient 3 % des suffrages face à Ariel Sharon et Benyamin Netanyahou.
En décembre 2005, Feiglin se présente au poste de leader du Likoud et obtint 12,5 % des votes et se classe 3e sur 7 candidats, après Benyamin Netanyahou et Silvan Shalom, ce qui constitue un très bon score et une grande surprise puisque ce n'est que la deuxième fois qu'il se porte candidat et n'a jamais été élu ni a siégé à la Knesset ni à un quelconque poste gouvernemental. Il tente de concourir pour la 4e place sur la liste des candidats à la Knesset mais se heurte à une violente opposition de Netanyahou, qui reporte la date des élections et veut changer la charte du Likoud en imposant une impossibilité de se présenter à la Knesset sous les couleurs du Likoud à quiconque aurait purgé une peine d'au moins 3 mois de prison, ce qui de facto aurait privé Feiglin de la possibilité d'être élu député du Likoud, ayant purgé une peine de six mois pour ses activités de désobéissance civile au milieu des années 1990.
Malgré une décision de principe du conseil central du Likoud (qui reprend une décision de la Cour Suprême) qui stipule que la condamnation de Feiglin ne résultait pas d'une violation déshonorante de la loi, ce qui lui permet pleinement de se présenter à une échéance électorale sous les couleurs du Likoud, Moshé Feiglin retire sa candidature pour la 4e place le 3 janvier 2006.
Lors des primaires du Likoud le 14 aout 2007, Feiglin double son précédent score et emporte 24 % des suffrages. Netanyahou, craignant que le mouvement de Moshé Feiglin ne prenne trop d'importance, essaye, mais en vain, de le faire renvoyer du Likoud.
Le 8 décembre 2008, Feiglin continue son ascension et se hisse à la 20e place sur 140 candidats à la députation et s'assure dans le principe un siège à la 18e Knesset qui doit voir le jour après les élections générales du 10 février 2009.
Le 26 novembre 2012, Feiglin est élu à la 14e place sur la liste des candidats à la députation du Likoud pour les élections de la 19e Knesset, qui  ont eu lieu le 22 janvier 2013 lui permettant de devenir député. 
En janvier 2015, Feiglin quitte le Likud à la suite des primaires du parti. Sa mauvaise position (36e) lui enlevait toute chance de devenir député. Il fonde un nouveau parti : Identité: un mouvement israélien juif (en hébreu : Zehut: Tenuah Yisraelit Yehudit).

## Controverses et critiques

### Arrestation pour désobéissance civile pendant la période des accords d'Oslo
Feiglin est arrêté pour avoir organisé de vastes mouvements de désobéissance civile pendant la période des accords d'Oslo. Il a appelé à de grandes manifestations et à des actions de blocages de routes dans tout Israël. Il est accusé de « briser les limites de la loi et de l'ordre » et « d'incitation au crime ». Feiglin a déclaré lui-même : « nous ferons tout ce qui est possible, y compris en enfreignant la loi ». Avec son petit groupe d'activistes, Zou artzeinou, il a provoqué d'énormes embouteillages en bloquant les carrefours en Israël.

### Apologie d'Adolf Hitler
Dans un entretien au quotidien Haaretz, en 1995, il déclare : « Hitler était un génie militaire inégalé. Le nazisme a fait passer l’Allemagne d’un bas niveau à un niveau physique et idéologique fantastique. Les  jeunes loqueteux ont été transformés en une catégorie propre et ordonnée de la société et l’Allemagne a disposé d’un régime exemplaire, d’un système de justice adéquat et de l’ordre public. Hitler aimait la bonne musique. Il pouvait peindre. Les nazis n’étaient pas une bande de voyous. »

### Droite nationaliste
Le Monde décrit Moshe Feiglin comme le symbole de la droitisation du Likoud : « au lieu de s'isoler parmi les autres groupuscules de l'extrême droite israélienne classique issus du kahanisme », Moshe Feiglin a choisi « d'investir le Likoud » à la fin des années 1990. Et, au sein de ce mouvement, il conserve la même ligne politique qu'auparavant. Notamment, le 11 juin 2004, il « célèbre » selon Le Monde l'assassinat par un extrémiste juif de 23 musulmans en prière dans un lieu revendiqué à la fois par les juifs et les musulmans, le caveau des Patriarches.
En 2012, il propose d'annexer la Cisjordanie (appelée ainsi pendant l'occupation jordanienne de 1948 à 1967), et de donner un demi-million de dollars à chaque famille palestinienne pour quitter le territoire. Des journalistes le présentent comme une figure de la « droite nationaliste » israélienne ou de « l'extrême droite »,,, ou comme un « colon ultranationaliste ».

### Explosions au port de Beyrouth de 2020
Le 4 août 2020, il qualifie les explosions au port de Beyrouth de « spectacle pyrotechnique spectaculaire » et de « cadeau de dieu ».

### Déclaration«Chaque bébé à Gaza est un ennemi»de 2025
Le 20 mai 2025, pendant la guerre de Gaza, il déclare sur Channel 14 : « Chaque enfant, chaque bébé à Gaza est un ennemi. L'ennemi n'est pas le Hamas, ni son aile militaire [...] Chaque enfant à Gaza est un ennemi. Nous devons occuper Gaza et la coloniser, et pas un seul enfant gazaoui n'y restera. Il n'y a pas d'autre victoire ».

### Audio et Vidéo (en anglais)
- I24 News Français 2013
- Moshe Feiglin - The Riddle 2013
- Moshe Feiglin 2014
- Moshe Feiglin Candidate 2014
- ideo of Feiglin Speaking at a Moshe Feig
- Moshe Feiglin speaks on CHIN radio - A comprehensive interview